# Primer beso
«Primer beso» es una canción grabada por el cantante mexicano Raymix. La canción fue escrita por el mismo. Fue lanzada en 2016 y se trata del segundo sencillo promocional de su primer álbum de estudio Oye mujer. La canción obtuvo la certificación disco de platino más disco de oro por AMPROFON.

## Video musical
El video musical de «Primer beso» fue lanzado el 14 de febrero de 2016, fue producido por Universal Music Latin Entertainment y cuenta con casi 100 millones de reproducciones en Youtube

## Certificaciones
| País   | Organismo certificador | Certificación | Ref.  |
| ------ | ---------------------- | ------------- | ----- |
| México | AMPROFON               | Platino + Oro | [ 2 ] |